# Pieter Claesz.
Pieter Claesz., (Berchem bij Antwerpen, ca. 1596/1597 - begraven op 1 januari 1661 te Haarlem) is een Brabants kunstschilder die gespecialiseerd was in het schilderen van stillevens.

## Biografie

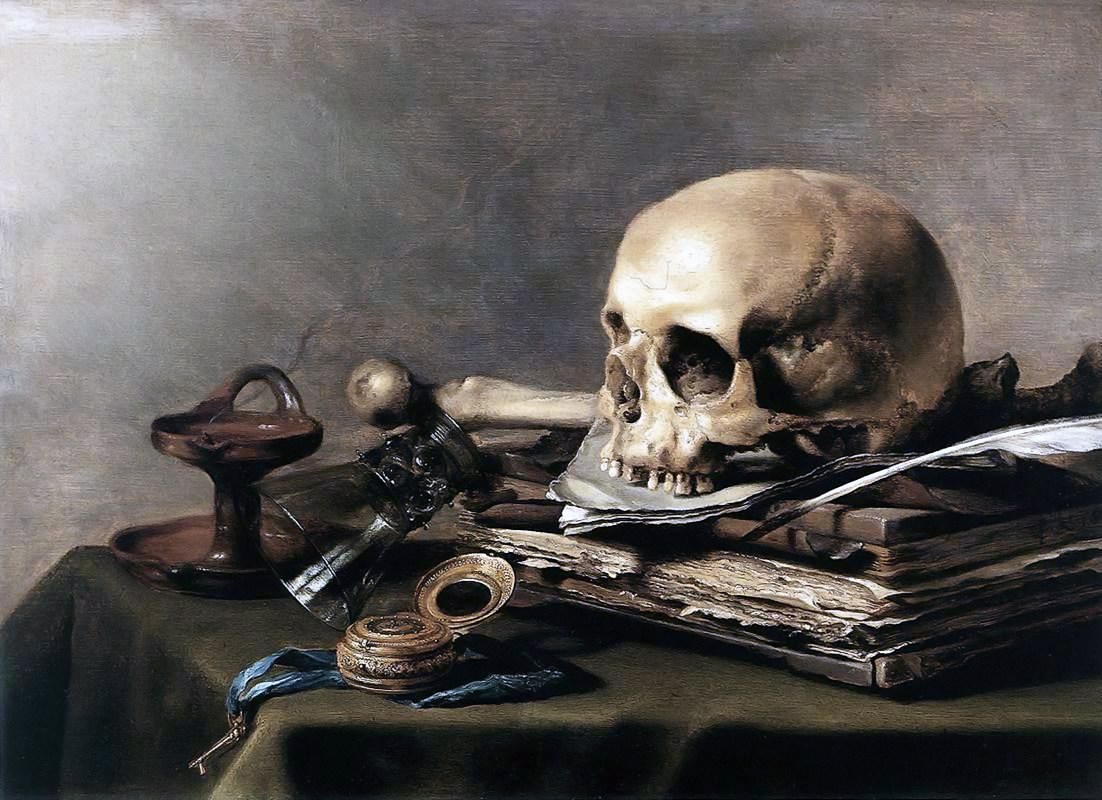
Vanitas, 1630,
olieverf op doek, 39,5 x 56 cm
Mauritshuis, Den Haag

Samen met Willem Claesz. Heda, die ook in Haarlem werkte, was Claesz. een belangrijke schilder van stillevens. Claesz. en Heda stonden samen aan het begin van een traditie van stillevenschilderijen, die vooral in de Lage Landen ontwikkeld werd.
Over Pieter Claesz. is weinig uit schriftelijke bronnen bekend. Men denkt dat hij in zijn geboorteplaats Berchem als schilder is opgeleid. Hij vestigde zich in 1621 in Haarlem, waar hij tot zijn dood bleef wonen. Zijn werken verkocht hij ook vooral in Haarlem. 
Claeszoons zoon, Nicolaes Berchem, werd beroemd als schilder van landschappen.

## Werk en schilderstijl

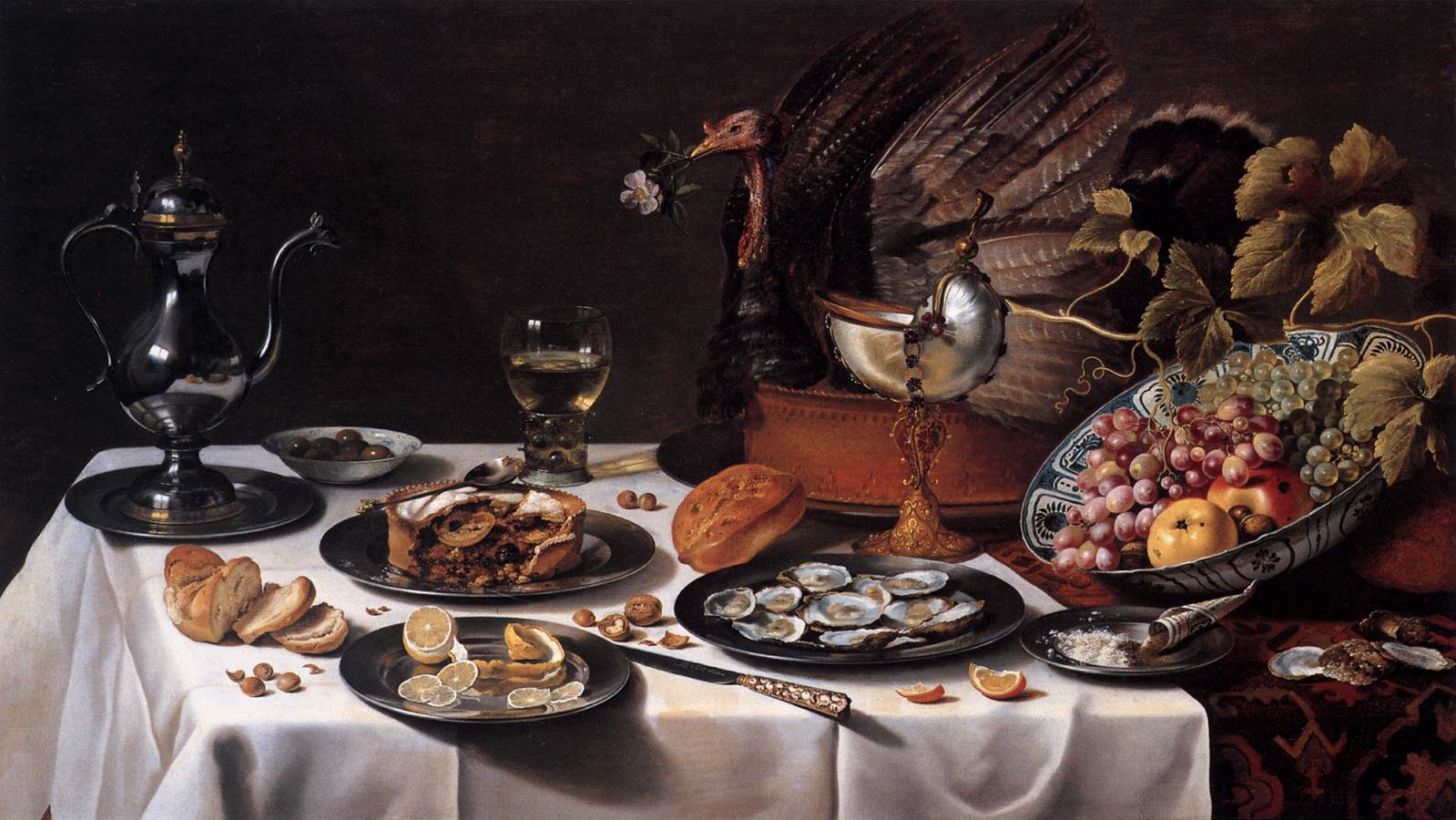
Stilleven met kalkoenpastei, 1627,

De stillevens van Claesz kunnen in drie typen worden onderscheiden:
- "ontbijtgens". Een stilleven met brood, messen, vis, de dingen die tijdens een maaltijd aan het eind van de ochtend werden gegeten.
- "banketgens". Een stilleven waarin een rijkgevulde pastei is opgenomen.
- "toebackjes". Een stilleven met tabak, pijp en soortgelijke artikelen.

Claesz. schilderde vooral voor de vrije markt, maar maakte ook wel werk in opdracht.
In het begin van zijn carrière schilderde Claesz. nog wel met felle, uitgesproken kleuren, later werd zijn werk steeds gedempter van toon en intiemer van sfeer en maakte hij gebruik van een nagenoeg monochromatisch palet. Deze ontwikkeling vond gelijktijdig ook plaats bij de Nederlandse landschapsschilders, zoals ook bij de zoon van Claesz.
Een ontwikkeling in compositie is ook waar te nemen tijdens het leven van Claesz. Zette hij in het begin de voorwerpen vaak kruisvormig of in een strikte diagonaal neer, later maakte hij veel meer gebruik van overlapping tussen de voorwerpen, waardoor een grotere diepte verkregen werd. Ook schilderde hij in de loop van zijn leven vanuit een steeds lager standpunt, waardoor men minder van bovenaf op de tafel met stilleven kijkt, maar van opzij.
Het gebruik van licht en schaduw van Claesz. is briljant. Hij schilderde lichtreflecties tussen verschillende objecten op elkaar, en verder kon hij de lichtwerking van verschillende oppervlakken goed aanduiden, waardoor er verschil gemaakt wordt tussen een tinnen of een zilveren bord, een glazen roemer, een kan van aardewerk. Deze beheersing van de stofuitdrukking komt echter bij meer 17e-eeuwse Nederlandse schilders voor. In enkele werken heeft Claesz. zichzelf geschilderd, zittend achter zijn schildersezel, onopvallend, via de reflectie in een glas. Het schilderen van glas was een specialiteit van Claesz.
Claesz. gebruikte vaak dezelfde voorwerpen in zijn stillevens; een mes met een geblokt parelmoeren handvat, een roemer, een pijpglas, tinnen borden en kannen met een zwanenhals, en fijne porseleinen schalen, import uit China. Vaak werd een glas liggend afgebeeld, waarmee de compositie aan spanning wint. Claes signeerde met PC, of met PCH (met de H van Haarlem).
Vrijwel alle stillevens van Claesz. verwijzen naar het sterven, de vergankelijkheid en de tijdelijkheid van het leven en het plezier. Dit wordt ook wel vanitas genoemd. Hij maakte veel gebruik van gedoofde of uitgaande kaarsen, muziekinstrumenten, horloges, oude boeken, schrijfwaren zoals een ganzenveer, schedels, enz. Verder schilderde hij veel levensmiddelen, zoals brood, kaas, wijn, oesters, vis, gevogelte, ham, olijven en walnoten. Ook citroen werd veel afgebeeld, als gele toets in het monochrome palet. Citroen werd in die tijd vaak gebruikt om de zoete witte wijn op smaak te brengen. De stillevens van Claesz. waren dus niet bedoeld om te pronken, zoals die van zijn voorgangers, maar om de beschouwer aan te sporen vooral een goed en godsdienstig leven te leiden. Claesz. maakt echter ook pronkstillevens, waarin zilveren of gouden zwaar versierde bekers zijn opgenomen, in combinatie met veel fruit en bloemen.
Zelden gebruikte Claesz. zelf vruchten in zijn schilderijen. Als hij dat toch deed schakelde hij een collega schilder in, in diverse gevallen Roelof Koets, die dan de helft van het schilderij vulde met vruchten en wijnbladeren, een mand, etc. Beiden signeerden het schilderij als het gereed was.

## Expositie
In 2004/2005 werd een reizende tentoonstelling met 45 werken van Claesz. samengesteld, die in het Frans Hals Museum in Haarlem werd getoond, daarna in het Kunsthaus Zürich en in de National Gallery of Art, Washington D.C..